# Mortal Kombat 11
Mortal Kombat 11 (сокр. MK11; с англ. — «Смертельная битва 11») — компьютерная игра в жанре файтинг, разработанная американской студией NetherRealm Studios под издательством WB Games для игровых платформ PlayStation 4, Xbox One, Nintendo Switch и Microsoft Windows. Mortal Kombat 11 является продолжением Mortal Kombat X и одиннадцатой по счёту игрой в основной серии Mortal Kombat. Анонс игрового трейлера впервые был представлен на The Game Awards 2018. Выход игры состоялся 23 апреля 2019 года. В конце января 2019 года было объявлено, что дата выхода физических копий игры на Nintendo Switch в Европе была перенесена на 10 мая 2019 года. 17 ноября 2020 игра вышла на платформах PlayStation 5 и Xbox Series X.

## Геймплей
Так же, как и предшественник, Mortal Kombat 11 представляет собой файтинг, выполненный в стиле 2.5D. Наряду с вернувшимися добиваниями — Фаталити и Бруталити, в геймплее появились новые приёмы, такие как Fatal Blow (с англ. — «Смертельный удар») и Krushing Blow (с англ. — «Сокрушительный удар»). Fatal Blow — особый приём, который наносит большой урон противнику, но становится доступным только тогда, когда здоровье игрока 30 % и ниже. Fatal Blow является заменой приёма X-Ray (Рентген) и может быть выполнен только один раз за матч. Krushing Blow — особая кинематографическая разновидность данного специального приёма, срабатываемая при выполнении определённых требований.
Mortal Kombat 11 также представляет систему экипировки, аналогичную последней игре NetherRealm Studios по вселенной DC Injustice 2. Однако система экипировки в Mortal Kombat 11 в большей степени косметическая, и в то же время она сохраняет настройки списка приёмов в системе вариаций, которые были впервые представлены в Mortal Kombat X, что позволяет игрокам создавать собственные списки приёмов на основе вариаций выбранных персонажей.

## Сюжет
После поражения Шиннока Тёмный Рейден планирует защищать Земное Царство, уничтожая всех его врагов и обезглавливает Шиннока как символ. Этот последний поступок вдохновляет Кронику, хранительницу времени, переписать историю, чтобы отменить вмешательство Рейдена и стереть его из времени. Два года спустя ударная группа спецназа, возглавляемая Соней Блейд, Кэсси Кейдж и Джеки Бриггс, при содействии Рейдена атакует Преисподнюю. Команде удается разрушить храм в Преисподней ценой жизни Сони. Сразу после этого Кроника заключает союз с ревенантами и правителями Преисподней, Лю Каном и Китаной.
Тем временем Коталь Кан, нынешний император Внешнего Мира, пытается казнить Коллектора, соратника Шао Кана, но ему мешает временной шторм, который приносит Шао Кана, Скарлет, Бараку и младшие версии Кано, Эррона Блэка, Джейд, Рейдена, Китаны, Лю Кана, Джонни Кейджа, Сони, Джакса, Скорпиона, Кабала и Кун Лао из прошлого, а также стирает Тёмного Рейдена. В Колизее Коталя разгорается битва, пока Ди'Вора не переправляет Бараку, Коллектора, Скарлет, Шао Кана, Блэка и Кано в свой улей, где их вербует Кроника. 
Лю Кан, Кун Лао и Рейден появляются в штаб-квартире Спецназа после заключения союза с Коталем, в то время как Джейд и Китана помогают Китаю защитить Внешний Мир от сил Кроники. Лю Кан и Кун Лао исследуют Академию Ву Ши и сталкиваются с Герасом, правой рукой Кроники. Их битва заканчивается тем, что Герас использует свои хронокинетические способности, чтобы сбежать с мощными энергетическими капсулами, содержащими жизненную силу Земного Царства.
Спецназ узнает, что Сектор при поддержке Нуб Сайбота и кибернетизированной Фрост восстановил Кибер Лин Куэй, чтобы создать для Кроники армию киборгов из похищенных воинов Лин Куэй. Грандмастеры Саб-Зиро и Ханзо Хасаши с помощью Сайракса уничтожают фабрику Сектора, вынудив Гераса, Блэка и обе версии Кано отступить в крепость Кроники, где они возрождают Сектора и сами перестраивают армию киборгов.
Тем временем Рейден советуется со Старшими Богами. Они не могут вмешаться, поскольку шторм времени истощает их силы, но сестра-близнец Шиннока, Цетрион, даёт ему подсказку, как можно победить Кронику. Во время более поздней попытки Рейден обнаруживает, что Цетрион предала и убила остальных Старших Богов, чтобы служить своей матери Кронике. Коталь и Джейд отправляются в лагерь таркатанов, чтобы попросить их о помощи в борьбе с Шао Каном, но ненависть Коталя к таркатанам заставляет Джейд сразиться с ним, рассказывая чего появляется Шао Кан и берет его в плен.
База Спецназа уничтожена бандой «Черный Дракон» и кибернетической армией Кроники, младшие Джонни и Соня захвачены в плен, старший Джонни ранен, а Сектор при этом самоуничтожается. Из-за этого, а также из-за разрушения храма Лин Куэй и Академии Ву Ши, герои Земного Царства собираются в Огненном саду Хасаши. Кэсси возглавляет ударную группу, чтобы спасти своих родителей, в то время как Соня убивает младшего Кано, чтобы стереть его нынешнюю версию. Тем временем Китана, Лю Кан и Кун Лао сражаются с Баракой, чтобы заключить союз между ним и Шивой. С их помощью Китана успешно побеждает и ослепляет Шао Кана, объединяет фракции Внешнего Мира и наследует трон от Коталя.
Рейден отправляет младшего Джакса и Джеки на ныне заброшенный остров Шан Цзуна, чтобы забрать Корону Душ, но им мешают Цетрион, которая в конце концов сбегает с Короной, и нынешний Джакс, которого Кроника обманом заставила помогать ей в обмен на то, что он не станет ревенантом. Ханзо поручено убедить Харона, перевозчика душ из Преисподней, присоединиться к ним, чтобы они могли отправиться в Крепость Кроники. Ханзо сражается со Скорпионом и убеждает его присоединиться к нему, но Ди'Вора смертельно ранит его. Скорпион прогоняет её и возвращается в Огненный Сад, чтобы исполнить предсмертное желание Ханзо. Отказываясь верить ему, Рейден нападает на него, используя амулет Шиннока. Лю Кан вмешивается, заставляя Рейдена осознать, что они сражались раньше в разных временных линиях и что Кроника организовала все это, потому что боится их объединённой силы. Предвидя это, Кроника похищает Лю Кана. Завербовав Харона, объединённая армия Земного Царства и Внешнего Мира атакует крепость Кроники. Герас падает в бездонное Море Крови; Рейден отключает Фрост, выводя из строя Кибер Лин Куэй; а нынешний Джакс переходит на сторону героев.
Как только ревенант Лю Кан поглощает душу своего младшего «я», Кроника отправляет его атаковать Рейдена, который в конечном итоге сливается с ним, в результате чего появляется Бог Огня Лю Кан. Герои проникают в Крепость Кроники, но Кроника начинает обращать время вспять. Благодаря своему божественному статусу, дающему ему иммунитет, Лю Кан побеждает оставшихся ревенантов и Цетрион. Затем Кроника поглощает сущность Цетрион, чтобы стать достаточно сильной и повернуть время вспять, к изначальному состоянию Вселенной, стерев все события франшизы. Бог Огня Лю Кан остался незатронутым из-за своего божественного статуса. Кроника и Бог Огня Лю Кан сражаются в последний раз, чтобы определить судьбу Новой Эры.
В зависимости от исхода битвы, в эпилоге будет показано одно из следующих событий:
- Если Кроника победит, она обезглавит Лю Кана и объявит о начале Новой Эры. Затем игроку предстоит предложено повторить бой.

- Если Лю Кан победит Кронику, но проиграет один раунд, он встретит теперь уже смертного Рейдена, который предложит ему стать помощником на все время его жизни. Это каноническая концовка, которая подготавливает почву для сюжетного дополнения.

- Если Лю Кан побеждает Кронику в двух раундах подряд, он встретит теперь уже смертного Рейдена, который предложит Лю Кану выбрать того, кто будет сопровождать его в работе с Песочными часами. Лю Кан выбирает Китану, и оба клянутся создать новую, лучшую временную линию, исправив ошибки Кроники.

### Aftermath
После поражения Кроники Бог Огня Лю Кан и Рейден пытаются использовать Песочные часы Кроники, чтобы перезапустить историю, но им мешают Шан Цзун, Фуджин и Ночной Волк, которые были заключены Кроникой в Пустоту за гранью времени за отказ присоединиться к ней. Шан Цзун уточняет, что из-за разрушения Короны Душ Песочные часы нельзя использовать для изменения истории, не уничтожив их. Он убеждает Лю Кана отправить его, Фуджина и Ночного Волка в прошлое, чтобы забрать Корону Душ раньше, чем это сделает Цетрион. Несмотря на подозрения Рейдена в отношении Шан Цзуна, Лю Кан соглашается и отправляет троицу обратно, оставшись охранять Песочные часы.
Шан Цзун, Фуджин и Ночной Волк попадают в Колизей как раз в тот момент, когда Китана вступила в схватку с Шао Каном. Они пытаются скрыться незамеченными, но новость об их прибытии распространяется, что побуждает Кронику принять ответные меры. Чтобы встретиться с Цетрион на острове, Шан Цзун решает, что лучший вариант - воскресить Синдел, поэтому они отправляются в Преисподнюю и захватывают её ревенанта. Вернувшись во Внешний Мир, Шан Цзун использует долг крови Шивы перед Синдел, чтобы получить доступ к Палате Душ и восстановить Синдел, несмотря на яростное сопротивление Китаны, Джейд, Коталя, Эррона Блэка и Бараки.
Синдел сопровождает Шан Цзуна и остальных на его остров, где Фуджин убеждает нынешнего Джакса помочь, в то время как Синдел побеждает Цетрион и помогает группе захватить Корону. Фуджин и Шан Цзун отправляются в Огненный Сад, чтобы убедить Рейдена в союзе с колдуном. Когда Кроника пытается вмешаться, Рейден, Фуджин и Шан Цзун отбиваются от неё, однако боги узнают, что Корону создал именно Шан Цзун.
Когда наступление на Крепость Кроники вот-вот начнётся, Шан Цзун подает Синдел сигнал вылечить Шао Кана. Затем пара предает и побеждает Шиву, получая контроль над её армией, прежде чем уничтожить Гераса, заключить в тюрьму семью Кейджей, победить Китану, Лю Кана и Джейд, сбросить Кун Лао в Море Крови и убить Коталя. Выясняется, что Синдел никогда не подвергалась промыванию мозгов и добровольно вышла замуж за Шао Кана после того, как он завоевал её королевство, а также убила своего бывшего мужа и биологического отца Китаны, Джеррода. В то время как Фуджин возглавляет наступление на Крепость Кроники, Рейден обнаруживает заговор Шан Цзуна и предательство Синдел, сражаясь с ревенантом Лю Каном, когда последний получает ранения от своего прошлого «я».
Рейден прибывает слишком поздно, чтобы помешать Шан Цзуну обманом заставить Фуджина отдать ему Корону. Колдун получает полную силу Кроники, раскрывая, что он все спланировал после того, как Кроника заключила его в Пустоту. Он одолевает Рейдена и Фуджина и высасывает их силы, чтобы чего не с Синдел и Шао Каном добирается до Песочных часов. Как только оставшиеся ревенанты Кроники гибнут, Шан Цзун предает Синдел и Шао Кана и забирает их души, а затем побеждает и стирает Кронику, забрав остатки её силы. Когда он начинает приближаться к Песочным часам, чтобы создать свою Новую Эру, появляется Бог Огня Лю Кан, который показывает, что знал о намерениях колдуна и, зная, что он единственный, кто достаточно силен, чтобы победить Кронику, позволил Шан Цзуну остаться в живых, чтобы защитить Корону.
С этого момента игрок может выбрать свою «окончательную судьбу» и сражаться за Шан Цзуна или Лю Кана. В зависимости от исхода битвы история заканчивается одним из следующих вариантов:
- Если Шанг Цунг победит, он поглотит душу Лю Кана, обретая при этом его божественную силу и оставляя Лю Кана в виде высохшего скелета. Затем он использует Песочные часы, чтобы стать Титаном и завоевать все царства, находящиеся под его влиянием, а Тёмный Рейден и Фуджин становятся его слугами.

- Если Лю Кан победит, он сотрет Шан Цзуна с лица земли и заберет себе Корону, с помощью которой получит контроль над Песочными часами. Как только он создаст свою собственную Новую Эру, он посетит храм Шаолинь, чтобы обучить предка Кун Лао, Великого Кун Лао, стать его чемпионом в Mortal Kombat.
  - Несмотря на то, что финальная битва разорвала ткань времени, создав множество временных линий, в которых каждый персонаж вселенной Mortal Kombat победил Кронику и завладел Песочными часами, действие Mortal Kombat 1, продолжения этой игры, в основном разворачивается во временной линии Лю Кана.

## Персонажи
В игре на момент её выхода имелось 25 игровых персонажей, на данный момент — 37. Первыми показанными из них стали персонажи из классической трилогии: Барака, Рейден, Скорпион, Соня Блейд, Саб-Зиро и Скарлет — вернувшаяся из ремейка 2011 года, а также в 11-й части игры появился новичок по имени Герас, способности которого позволяют управлять потоком времени и совершать атаки на основе песка. Кроме того, в игре представлены ещё 3 новых персонажа:
- Кроника, которая, как и Герас, имеет власть над временем и управляет событиями с самого начала серии игр. Она — первый за всю историю Mortal Kombat женщина-босс[12], а также она является неиграбельным персонажем[13];
- Цетрион — старшая богиня, способная управлять силами природы. Также она — сестра Шиннока и дочь Кроники[14];
- Коллектор — шестирукий сборщик дани, который служит империи Внешнего мира[15].

Каждый персонаж имеет уникальный набор экипировки и оружия, которые можно кастомизировать с помощью функции пользовательских вариаций (Custom Variation).
Ниже приведены подтверждённые играбельные персонажи. Персонажи, выделенные жирным шрифтом, являются новыми для серии. Персонажи, выделенные жирным курсивом, являются гостевыми.
| Основной список                                                                         | Основной список                                                                                     | Основной список                                                              | Kombat Pack                                                      | Aftermath Pack            | Kombat Pack 2                |
| --------------------------------------------------------------------------------------- | --------------------------------------------------------------------------------------------------- | ---------------------------------------------------------------------------- | ---------------------------------------------------------------- | ------------------------- | ---------------------------- |
| - Барака - Герас - Джакс - Джейд - Джеки Бриггс - Джонни Кейдж - Ди’Вора - Кабал - Кано | - Китана - Коллектор - Коталь Кан - Кун Лао - Кэсси Кейдж - Лю Кан - Нуб Сайбот - Райдэн - Саб-Зиро | - Скарлет - Скорпион - Соня Блейд - Фрост1 - Цетрион - Шао Кан2 - Эррон Блэк | - Джокер3 - Ночной Волк - Синдел - Спаун - Tерминатор - Шан Цзун | - Фудзин - Шива - Робокоп | - Джон Рэмбо - Милина - Рейн |

1.↑  Изначально недоступна. Разблокируется во время прохождения режима истории (англ. Story Mode) или через онлайн-покупку.
2.↑  Доступен только при предварительном заказе игры или покупается онлайн.
3.↑  Впервые появился в основной серии игры, но дебютировал в кроссовере Mortal Kombat vs. DC Universe.

## Режим Kombat League
18 июня 2019 года был запущен игровой рейтинговый режим Kombat League, в рамках которого игроки проводят бои между собой в рамках сезонов, каждый из которых длится 4 недели. По результатам боёв игроки могут получить девять рангов, за каждый из которых будут выдаваться награды. Система подбора матчей следит, чтобы соперники находились на схожем уровне мастерства. Кроме того, изначально игра показывает шансы на победу против соперника.

## Разработка
В начале мая 2018 года Эд Бун намекнул в «Твиттере» об анонсе очередного проекта Mortal Kombat, когда один из фанатов попросил главу NetherRealm Studios выпустить набор новых бойцов для Injustice 2. В ноябре Эдуардо Гарза, мексиканский актёр озвучивания, сообщил в «Твиттере», что якобы PINK NOISE STUDIOS убрала его персонажей, а именно Кун Лао и Рептилию, из Mortal Kombat XI. Однако поскольку такая игра не выпускалась, пояснил, что его просто не пригласили поработать над новым материалом.
Мировая презентация игры состоялась 17 января. В ней поучаствовал Эд Бун, который презентовал шесть трейлеров различных значимых моментов игры: сюжетный пролог, геймплей, игровые новшества, нового и старого героев, а также, естественно, фаталити. В рамках презентации сообщили, что игра выйдет 23 апреля, но уже 28 марта начнётся закрытое тестирование для предзаказавших игру. На презентации были представлены эксклюзивные региональные образы для героев: для владельцев PS4 из Бразилии Кано был представлен в образе пирата, для российских геймеров Скарлет — в образе агента КГБ времён холодной войны.
Игра была выпущена 23 апреля 2019 года для игровых платформ PlayStation 4, Xbox One, Nintendo Switch и PC (Windows). Релиз игры для платформы Nintendo Switch в Европе состоялся 10 мая 2019 года.

## Реакция
| Сводный рейтинг       | Сводный рейтинг                                    |
| Агрегатор             | Оценка                                             |
| --------------------- | -------------------------------------------------- |
| GameRankings          | - 87,75 % (XONE) - 82,88 % (PS4)                   |
| Metacritic            | 82/100 (PS4) 85/100 (XONE) 81/100 (PC) 78/100 (NS) |
| OpenCritic            | 83/100                                             |
| Иноязычные издания    |                                                    |
| Издание               | Оценка                                             |
| Destructoid           | 7/10                                               |
| GameSpot              | 8/10                                               |
| GamesRadar+           | [ 39 ]                                             |
| IGN                   | 9/10                                               |
| PC Gamer (US)         | 85/100                                             |
| USgamer               | [ 42 ]                                             |
| Metro                 | 8/10                                               |
| The Mirror            | [ 44 ]                                             |
| Push Square           | [ 45 ]                                             |
| PC World              | [ 46 ]                                             |
| Русскоязычные издания |                                                    |
| Издание               | Оценка                                             |
| 3DNews                | 7/10                                               |
| Gametech              | 8/10                                               |
| GoHa.Ru               | 8/10                                               |
| «IGN Россия»          | 8,5/10                                             |
| PlayGround.ru         | 8/10                                               |
| Riot Pixels           | 91 %                                               |
| «Игромания»           | · «Выбор редакции»                                 |
| «Игры Mail.ru»        | 8,5/10                                             |
| «Канобу»              | 9/10                                               |
| «НИМ»                 | 8,2/19                                             |

Игра получила преимущественно положительные отзывы критиков на всех выпущенных платформах, согласно агрегатору рецензий Metacritic. IGN похвалил более медленный темп боя по сравнению с предыдущей игрой серии, а также расширенный учебник, режим истории и улучшенный сетевой код. Однако он осудил затянувшуюся прогрессию игры и систему разблокировки кастомизации, которая была описана как «удручающе хитрая и грязная». Gamespot дал игре 9 баллов, похвалив боевую систему, назвав её «доступной, глубокой и захватывающей», а также похвалив сюжетный режим. Однако они критиковали «всегда онлайн» — требование для прогрессии, а также рандомизацию вознаграждений в крипте.
Российские рецензенты выставили игре очень высокие оценки, хвалив систему боя и подвергнув критике малое количество эротики[уточнить]. Александр Пушкарь из «Игромании» очень высоко оценил качество боя, отметив, что это тот же MK, что и прежде. Евгений Пекло в обзоре для «Мир фантастики» хвалил кампанию, и в итоге написал следующее: «идеальное завершение сюжета, лучшая игра в серии. Энергичная, динамичная, хлёсткая, в меру смешная, невероятно красивая и… народная».

### Споры
Вместе с тем игра была запрещена для продажи на территории Индонезии, Японии, Китая и Украины. В частности, данные символы присутствуют в бонусных костюмах персонажа Скарлет в рамках премиум-издания MK11. Выход игры также сопровождался резким недовольством в онлайн-пространстве и ревью бомбингом. Помимо технических проблем, пользователи выражали недовольство агрессивной монетизацией, медленной прогрессией в одиночных режимах. Также среди старых фанатов Mortal Kombat предметом острых споров стал отказ от гиперсексуального изображения женщин, их новый и более закрытый дизайн одежды при том, что многие мужские персонажи были с обнажённым торсом. Российские игровые издания называли женских персонажей «уродливыми» и обвиняли в попытке угодить так называемым «войнам за социальную справедливость». Создатель франшизы Эдвард Бун в интервью журналу PlayBoy заметил, что в ранних играх женские персонажи из ранних игр и столь скудно одетые выглядят просто не реалистично для бойцов. Бун признался, что в игре от 2011 года создатели «перешли границу» с их сексуализацией.
Шквал первичного негатива привёл к тому, что в Steam начали удалять жалобы на несексуальный внешний вид героинь Mortal Kombat 11. Это все привело к тому, что изначально пользовательские рейтинги в Steam и на Metacritic были крайне низкими. На Metacritic у версии игры на тот[какой?] момент на ПК средняя оценка игроков — 2/10, на Playstation 4 — 3,1, на Xbox One — 2,1. Версия для Nintendo Switch имеет самую высокую оценку пользователей — 3,7.
Отдельно отмечалось, что не самым удачным оказался выбор звезды ММА и рестлинга Ронды Роузи в качестве голоса Сони Блейд. На фоне работы профессиональных актёров озвучивания её игру назвали посредственной и плоской.
Несмотря на это, игра стала самой продаваемой в истории франшизы (цифровые продажи). Также MK11 уже к июню стал самой продаваемой игрой года.

### Награды
| Год  | Награда                     | Категория                                                   | Результат | Прим.         |
| ---- | --------------------------- | ----------------------------------------------------------- | --------- | ------------- |
| 2019 | 2019 Golden Joystick Awards | Лучший рассказчик                                           | Номинация | [ 74 ]        |
| 2019 | 2019 Golden Joystick Awards | Лучшая многопользовательская игра                           | Номинация | [ 74 ]        |
| 2019 | The Game Awards 2019        | Лучший файтинг                                              | Номинация | [ 75 ]        |
| 2019 | Steam Awards 2019           | Премия «Лучшая игра, которая вам не даётся»                 | Победа    | [ 76 ]        |
| 2020 | 23rd Annual D.I.C.E. Awards | Выдающиеся достижения в оригинальной музыкальной композиции | Номинация | [ 77 ] [ 78 ] |
| 2020 | 23rd Annual D.I.C.E. Awards | Выдающееся достижение в аудиодизайне                        | Номинация | [ 77 ] [ 78 ] |
| 2020 | 23rd Annual D.I.C.E. Awards | Файтинг года                                                | Победа    | [ 77 ] [ 78 ] |
| 2020 | NAVGTR Awards               | Игра, Франшиза Файтинг                                      | Номинация | [ 79 ]        |
| 2020 | SXSW Gaming Awards          | Превосходство в анимации                                    | Номинация | [ 80 ]        |
| 2020 | SXSW Gaming Awards          | Превосходство в многопользовательской игре                  | Номинация | [ 80 ]        |
| 2020 | SXSW Gaming Awards          | Превосходство в SFX                                         | Номинация | [ 80 ]        |
| 2020 | 18th Annual G.A.N.G. Awards | Аудио года                                                  | Номинация | [ 81 ]        |
| 2020 | 18th Annual G.A.N.G. Awards | Звуковой дизайн года                                        | Номинация | [ 81 ]        |
| 2020 | 18th Annual G.A.N.G. Awards | Лучший оригинальный инструментал                            | Номинация | [ 81 ]        |

## Продажи
В Северной Америке Mortal Kombat 11 был самым продаваемым программным обеспечением для видеоигр за апрель месяц. Это, наряду с Fortnite, способствовало тому, что продажи цифровых игр в апреле достигли более 8,8 миллиарда долларов. В июне 2019 года Mortal Kombat 11 превзошёл продажи Kingdom Hearts III. Mortal Kombat 11 стал самым продаваемым программным обеспечением для видеоигр в Северной Америке в мае, как для Xbox One, так и для PlayStation 4, продажи игры почти удвоились по сравнению с предыдущими играми серии.
В мае 2019 года игра достигла 1-го места в Австралии и 2-го в Новой Зеландии. Это была 4-я самая скачиваемая игра в европейских чартах PlayStation Store в апреле 2019 года. В целом, Mortal Kombat 11 стала пятой самой продаваемой игрой 2019 года и четвёртой самой продаваемой игрой PS4 в 2019 году.
По состоянию на октябрь 2020 года общий тираж проданных копий Mortal Kombat 11 превысил 8 миллионов копий, а на 2021 год — 12 миллионов.